# Rosenscheldia abundans
Rosenscheldia abundans är en svampart som först beskrevs av Dobrozr., och fick sitt nu gällande namn av Franz Petrak 1941. Rosenscheldia abundans ingår i släktet Rosenscheldia, klassen Dothideomycetes, divisionen sporsäcksvampar och riket svampar.  Arten är reproducerande i Sverige. Inga underarter finns listade i Catalogue of Life.